# Dale Lewis
Dale Folsom Lewis (* 29. August 1933 in Little Black, Taylor County, Wisconsin; † 30. August 1997 in Oklahoma City, Oklahoma) war ein US-amerikanischer Ringer.

## Leben
Dale Lewis wuchs in Milwaukee auf. Als Jugendlicher spielte er an der High School American Football und Baseball. 1954 nahm er an der Marquette University  ein Studium auf, das er aber schon ein Jahr später aufgab, um in das US-Marine-Corps einzutreten. Auch dort widmete er sich in erster Linie dem American Football. Im Wintersemester 1955/56 begann der Ringertrainer Joe Scalzo eine Ringerstaffel im griechisch-römischen Stil aufzubauen. Dieser Stil wurde bis dahin in den Vereinigten Staaten kaum gepflegt, da man auf den Universitäten ausschließlich im freien Stil rang.
Aufgrund seiner guten körperlichen Voraussetzungen wurde Dale Lewis in dieses Programm aufgenommen und entwickelte sich innerhalb eines halben Jahres zu einem so guten Ringer im Schwergewicht, dass er als Ersatzmann zu den Olympischen Spielen 1956 in Melbourne mitgenommen wurde. Als dort der als eigentlicher Starter im Schwergewicht vorgesehene Athlet wegen Verletzung ausfiel, wurde Dale Lewis in Melbourne in Schwergewicht eingesetzt. Dort schaffte er es als auf der internationalen Ringermatte vollkommen unerfahrener Athlet gegen die Weltklasseathleten Taisto Kangasniemi aus Finnland und Bertil Antonsson aus Schweden, letzterer immerhin Olympiasieger 1952 und mehrfacher Weltmeister, über die volle Distanz zu gehen und nur nach Punkten zu verlieren. Mit einem 9. Platz trat er die Heimreise an.
1958 nahm Dale Lewis seinen Abschied vom Marine-Corps und begann ein neues Studium an der University of Oklahoma. Dort widmete er sich weiterhin dem Ringen, startete nunmehr aber auch im freien Stil. 1960 wurde er erstmals Sieger im Schwergewicht im freien Stil bei den NCAA Division I Collegiate Championships (= US-amerikanische Studentenmeisterschaft). Im gleichen Jahr wurde er auch wieder bei den Olympischen Spielen in Rom im griechisch-römischen Stil im Schwergewicht eingesetzt. Dale Lewis musste sich auch dort seinen beiden Gegnern István Kozma aus Ungarn und Adelmo Bulgarelli aus Italien geschlagen geben, ging aber gegen Kozma wieder über die volle Kampfzeit von 15 Minuten. Im Endergebnis belegte er den 11. Platz.
Im Jahre 1961 gewann er dann noch einmal die NCAA Division I Collegiat Championships. Danach trat er zu den Wrestlern über und kämpfte viele Jahre als solcher vor allem in den Vereinigten Staaten und in Kanada. Auf Grund seiner akademischen Vorbildung erhielt er dort den Spitznamen „The Professor“. 1978 beendete er seine Karriere  und wurde Hotelmanager. Lewis verstarb am Tag nach seinem 64. Geburtstag an Leukämie.

## Erfolge

### Ringen
International
- 1956, 9. Platz, Olympische Spiele in Melbourne, griechisch-römischer Stil, Schwergewicht, nach Niederlagen gegen Taisto Kangasniemi, Finnland u. Bertil Antonsson, Schweden;
- 1960, 11. Platz, Olympische Spiele in Rom, griechisch-römischer Stil, Schwergewicht, nach Niederlagen gegen István Kozma, Ungarn u. Adelmo Bulgarelli, Italien

National
- 1960, 1. Platz, NCAA Division I Collegiat Championships, freier Stil, Schwergewicht, vor Sherwyn Thorson, John Oberly u. Rory Weber,
- 1961, 1. Platz, NCAA Division I Collegiat Championships, freier Stil, Schwergewicht, vor Ted Ellis, Rory Weber u. John Oberly

### Wrestling
- American Wrestling Association
  - AWA Nebraska Heavyweight Championship (1×)[1]
  - AWA Midwest Heavyweight Championship (1×)
  - AWA Midwest Tag Team Championship (3×) - mit Stan Pulaski (2×) und Francis St. Claire (1×)
- George Tragos/Lou Thesz Professional Wrestling Hall of Fame
  - Class of 2007[2]
- St. Louis Wrestling Club
  - NWA United National Championship (1×)
- Championship Wrestling From Florida
  - NWA Florida Heavyweight Championship (1×)
- World Championship Wrestling (Australia)
  - NWA Austra-Asian Tag Team Championship (9×) - mit Bob Griffin (1×)